# 宝立町宗玄
宝立町宗玄（ほうりゅうまちそうげん）は、石川県珠洲市宝立地区の地名。

## 地理
珠洲市沿岸部の南端に位置する。町域の北端を船橋川が流れ、宝立町鵜島、宝立町南黒丸、宝立町馬渡、南は鳳珠郡能登町恋路に接する。
- 河川：船橋川

## 歴史

### 町名の由来
検地が行われていた時代、当地を所有していた地主（当地では「オヤッサマ」と呼ばれる）の姓「宗玄」から（なお「黒丸」や「鵜島」も同様）。
宗玄村に、則宗玄忠左衛門と云古き百姓あり。此者故ありて宗玄の名あり。 —『能登名跡志』

### 沿革
- 1908年（明治41年）8月15日 - 珠洲郡鵜島村、黒峰村及び見付村が合併して、宝立村が発足する。
- 1940年（昭和15年）8月15日 - 町制施行して、宝立町となる。
- 1954年（昭和29年）7月15日 - 宝立町、飯田町、正院町、上戸村、若山村、直村、正院町、蛸島村及び三崎村が合併して、珠洲市が発足する。
  - 旧・宝立町字宗玄の区域をもって宝立町宗玄が成立[6]。
- 2024年（令和6年）1月1日：能登半島地震。宗玄酒造では酒瓶の損傷や、廃線跡のトンネルを転用した酒蔵の出入口が土砂崩れで埋没する被害[7]。

## 交通

### 鉄道路線
のと鉄道能登線が通過していたが、2005年（平成17年）に廃止。
トンネルは宗玄酒造の酒蔵「隧道蔵」に転用された。

### 道路

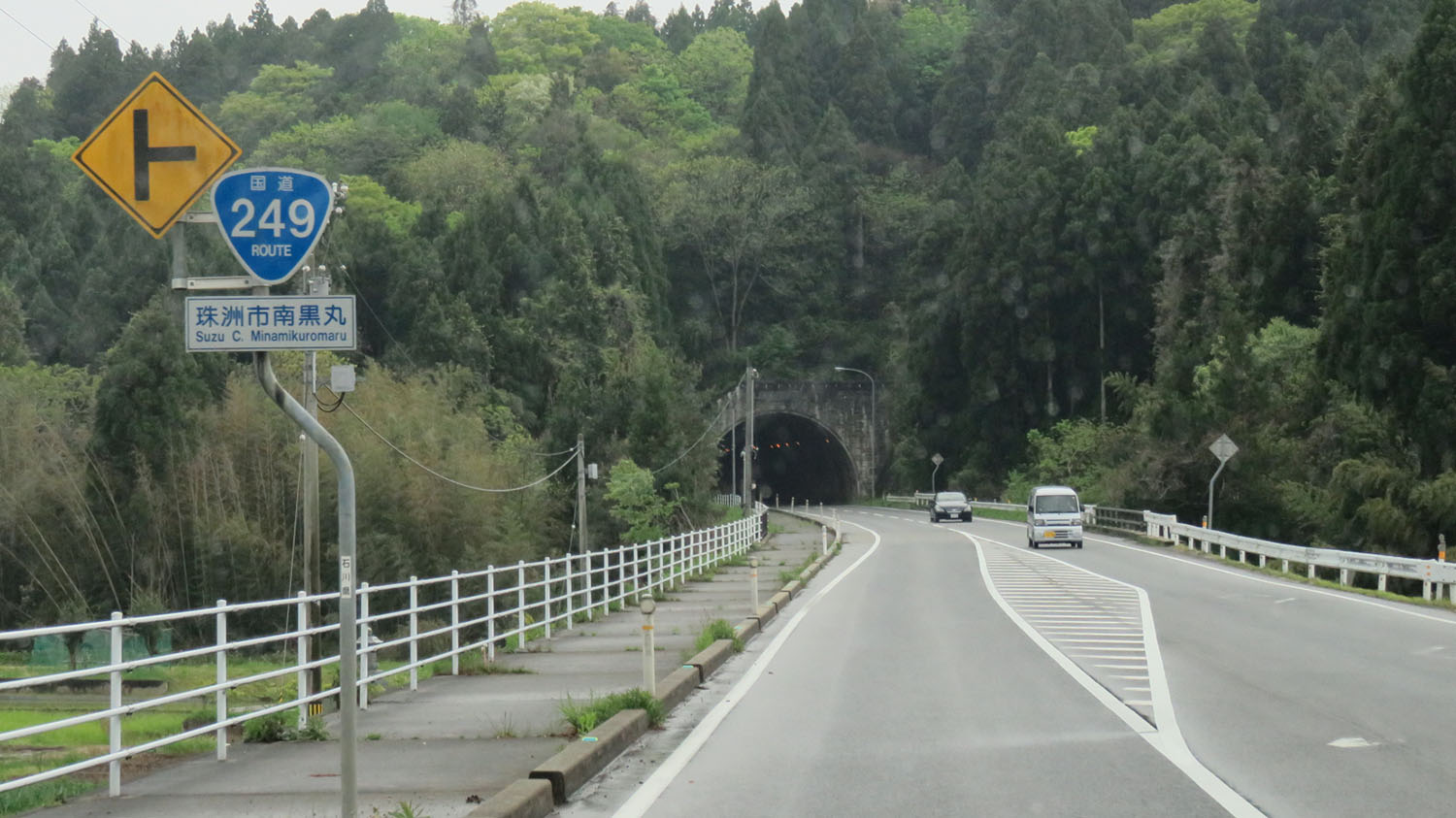
国道249号・松波鵜島バイパスの鵜島トンネル

- 国道249号
  - 松波鵜島バイパス
    - 鵜島トンネル[3]
- 内浦街道
- 奥能登絶景街道

### バス
「本鵜島」、「宗玄」バス停留所があり、北鉄奥能登バス・宇出津珠洲-A（珠洲鉢ヶ崎 - 鵜飼駅前 - 小木町 - 能登町役場前 - 能登高校南）、宇出津珠洲-B（珠洲鉢ヶ崎 - 鵜飼駅前 - 十八束 - 能登町役場前 - 能登高校南）系統が運行されている。本鵜島には珠洲宇出津特急線（金沢駅 - 医大病院 - 穴水駅前 - 小木 - すずなり館前）も停車する。

## 教育
珠洲市立宝立小中学校の通学区域。

## 防災
最大5メートルの津波が3 - 24分で到達すると想定されており、避難場所として市道61号線（稲荷神社裏山、標高53.9メートル）、国道249号（松波鵜島バイパスA - D、標高30メートル前後）が指定されている。

## 経済

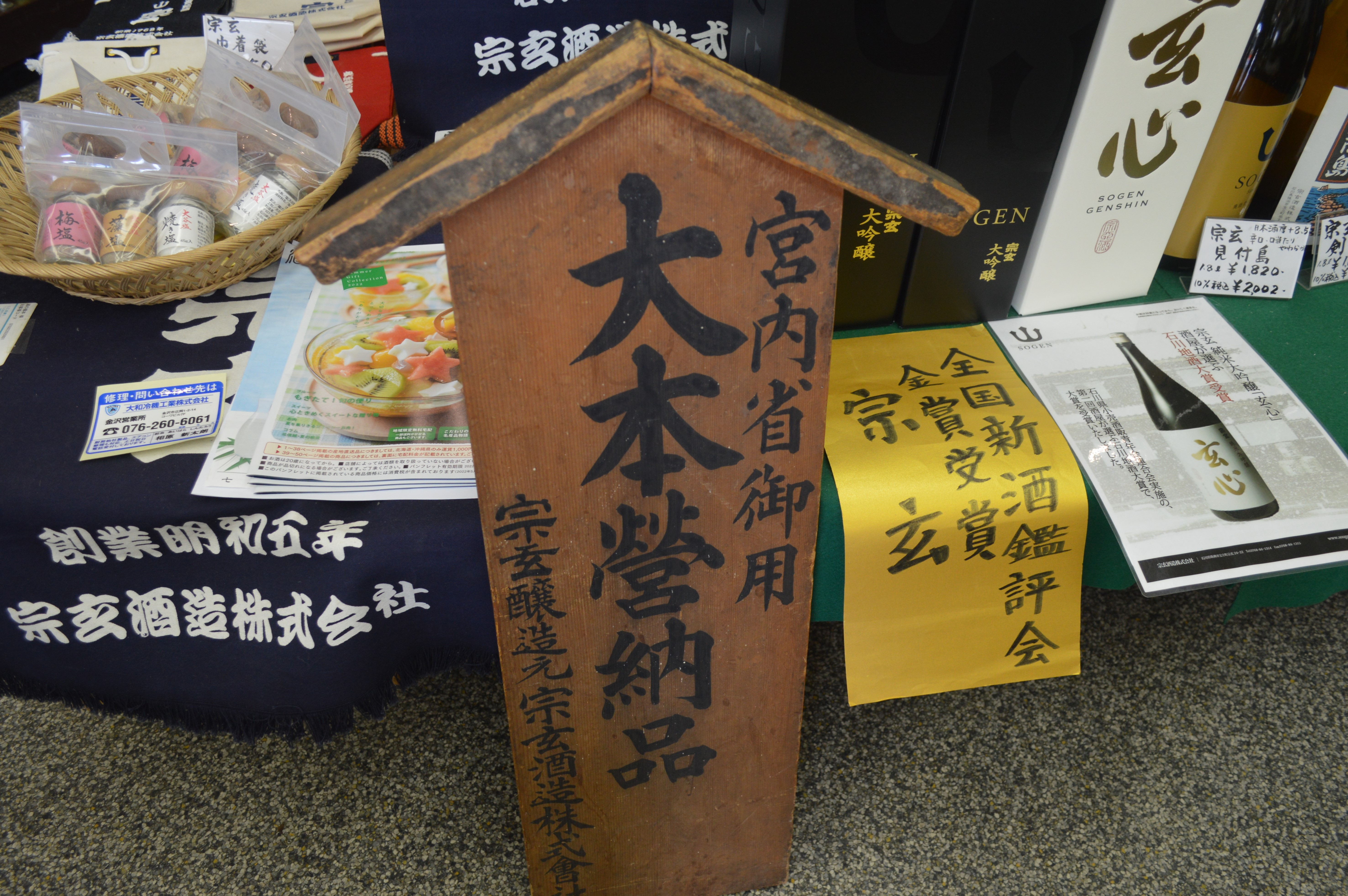
宗玄酒造の商品

日本酒メーカーの宗玄酒造が所在（宝立町宗玄24-22）。

## 名所・旧跡・観光スポット
- 日吉神社（宝立町宗玄28字9番地） - 能登畠山家（七尾畠山家）が七尾山王社より勧請し建立した「山王社」を、明治4年に日吉神社へと改称。祭神は大山咋神。宮司は鳳珠郡能登町の松波神社宮司が兼務する。鵜島の曳山祭りの際は賑わう[11]。

## 祭事・催事
- 鵜島の曳山祭り
- 珠洲デカ曳山まつり